# New Franklin (Ohio)
New Franklin – miasto w Stanach Zjednoczonych, w stanie Ohio, w hrabstwie Summit.